# سيريل جويمارت
سيريل جويمارت (بالفرنسية: Cyrille Guimard)‏ مواليد 20 يناير 1947 في فرنسا، هو دراج فرنسي سابق.

## سجل النتائج

### سباقات أو مراحل فاز بها
- طواف فرنسا

## الميداليات
| الميدالية | المسابقة                                    |
| --------- | ------------------------------------------- |
| برونزية   | بطولة العالم لسباق الدراجات على الطريق 1971 |
| برونزية   | بطولة العالم لسباق الدراجات على الطريق 1972 |

## وصلات خارجية
- الموقع الرسمي

## روابط خارجية
- سيريل جويمارت على موقع أرشيف الدراجات (الإنجليزية)
- سيريل جويمارت على موقع إحصائيات الدراجات الإحترافية (الإنجليزية)
- سيريل جويمارت على موقع CycleBase (الإنجليزية)